# Delavan (condado de Walworth, Wisconsin)
Delavan es un pueblo ubicado en el condado de Walworth en el estado estadounidense de Wisconsin. En el Censo de 2010 tenía una población de 5.285 habitantes y una densidad poblacional de 73,39 personas por km².

## Geografía
Delavan se encuentra ubicado en las coordenadas 42°36′18″N 88°34′29″O / 42.60500, -88.57472. Según la Oficina del Censo de los Estados Unidos, Delavan tiene una superficie total de 72.02 km², de la cual 64.72 km² corresponden a tierra firme y (10.13%) 7.3 km² es agua.

## Demografía
Según el censo de 2010, había 5.285 personas residiendo en Delavan. La densidad de población era de 73,39 hab./km². De los 5.285 habitantes, Delavan estaba compuesto por el 91.86% blancos, el 0.68% eran afroamericanos, el 0.42% eran amerindios, el 0.62% eran asiáticos, el 0.08% eran isleños del Pacífico, el 4.84% eran de otras razas y el 1.49% pertenecían a dos o más razas. Del total de la población el 11.05% eran hispanos o latinos de cualquier raza.